# John Rous, II conte di Stradbroke
John Edward Cornwallis Rous, II conte di Stradbroke (Darsham, 13 febbraio 1794 – Blythburgh, 27 gennaio 1886), è stato un ufficiale inglese.

## Biografia
Era il figlio di John Rous, I conte di Stradbroke, e della sua seconda moglie, Charlotte Maria Whittaker. Studiò presso la Westminster School.

## Carriera
Si è arruolato nell'esercito all'età di 16 anni, con il grado di guardiamarina nel Coldstream Regiment of Foot Guards il 30 giugno 1810.
Durante la guerra peninsulare, prese parte alle battaglie di Salamanca, Burgos, Vitoria e San Sebastián. Era presente al Bidassoa, Nivelle e Nive, alla traversata dell'Adour e l'invasione di Bayonne. Il 4 maggio 1814 fu promosso a tenente.
Rous tornò alla tenuta di famiglia, Henham Park, per 12 mesi di congedo, ma gli fu ordinato di ricongiungersi al suo reggimento a Bruxelles dopo la fuga di Napoleone dall'Elba nel marzo del 1815. Mentre prestava servizio nella campagna di Wellington in Belgio, Rous fu ferito a Quatre-Bras, perdendosi la sconfitta di Napoleone due giorni dopo a Waterloo.
Il 6 novembre 1817 si trasferì al 93rd Regiment of Foot con il grado di capitano. Rous si ritirò dall'esercito nel 1821.
Dopo la morte di suo padre nell'agosto del 1827 divenne conte di Stradbroke. Ha perseguito una vita attiva come pari e politico, servendo anche come colonnello del East Suffolk Regiment of Militia (24 maggio 1830-1844), e come Lord Luogotenente e Vice-Ammiraglio di Suffolk (1844-1886).

## Matrimonio
Sposò, il 26 maggio 1857, Augusta Musgrave (1830-11 ottobre 1901), figlia di Sir Christopher Musgrave. Ebbero sei figli:
- Lady Augusta Fanny Rous (1858-10 febbraio 1950), sposò Cecil Fane, ebbero due figli;
- Lady Sophia Evelyn Rous (1859-5 novembre 1940), sposò George Hamilton Heaviside, non ebbero figli;
- George Rous, III conte di Stradbroke (19 novembre 1862-20 dicembre 1947);
- Lady Adela Charlotte Rous (1865-18 maggio 1911), sposò Thomas Cochrane, non ebbero figli;
- Lady Hilda Maud Rous (1867-15 agosto 1904), sposò Charles McNeill, ebbero due figli;
- Lady Gwendoline Audrey Adeline Brudenell Rous (1869-4 agosto 1952), sposò Sir Richard Colvin, non ebbero figli.